# Broletto di Como
Il Broletto di Como è la sede originaria, in epoca medievale, del Comune della città di Como.

## Storia e descrizione

### Dalle origini alle prime trasformazioni
L'edificazione del Broletto risale al 1215, per volontà del podestà Bonardo da Codazzo. L'edificio venne costruito laddove, già nell'XI secolo, si trovava il cosiddetto broleto cumano, ossia un prato destinato ad accogliere le assemblee cittadine. Il Broletto sorse pertanto a fianco dell'antica Cattedrale (che a partire dal Quattrocento avrebbe lasciato il posto al nascente Duomo attuale), a significare il forte legame fra il potere civile del Comune e quello della Chiesa.
In origine, il Broletto servì da sede per gli organi e archivi comunali, l'assemblea civica, le funzioni legate alla giustizia e la Società dei Mercanti. Ben presto, gli spazi del Broletto si rivelarono tuttavia troppo angusti per ospitare tutte queste istituzioni. Già prima della metà del XIII secolo emerse quindi la necessità di costruire una nuova struttura, in grado di soddisfare il bisogno di spazi chiusi per le crescenti funzioni cittadine. Il nuovo edificio, comprensivo della dimora del podestà, venne eretto alle spalle del Broletto, chiudendo a est l'area dell'antico broleto cumano. Il palazzo comunale risultò così suddiviso in due unità distinte, comunemente indicate dai cittadini con "Broletto" quella ad ovest e "Pretorio" quella ad est.
Da un punto di vista architettonico, il Broletto fu realizzato in stile romanico-gotico, mentre gli elementi rinascimentali della facciata risalgono alla metà Quattrocento, periodo in cui l'edificio fu oggetto di una campagna di rimaneggiamenti. Agli interventi eseguiti in quest'ultimo periodo risale l'erezione dei due pilastri interni visibili nel sottoportico, ricostruiti a seguito delle devastazioni causate da un incendio avvenuto nel 1408, scoppiato durante una delle tante dispute che videro contrapposte le famiglie Rusca e Vittani per il controllo della città. Tra i capitelli dei vari pilastri del portico, uno è databile alla tarda romanità.  

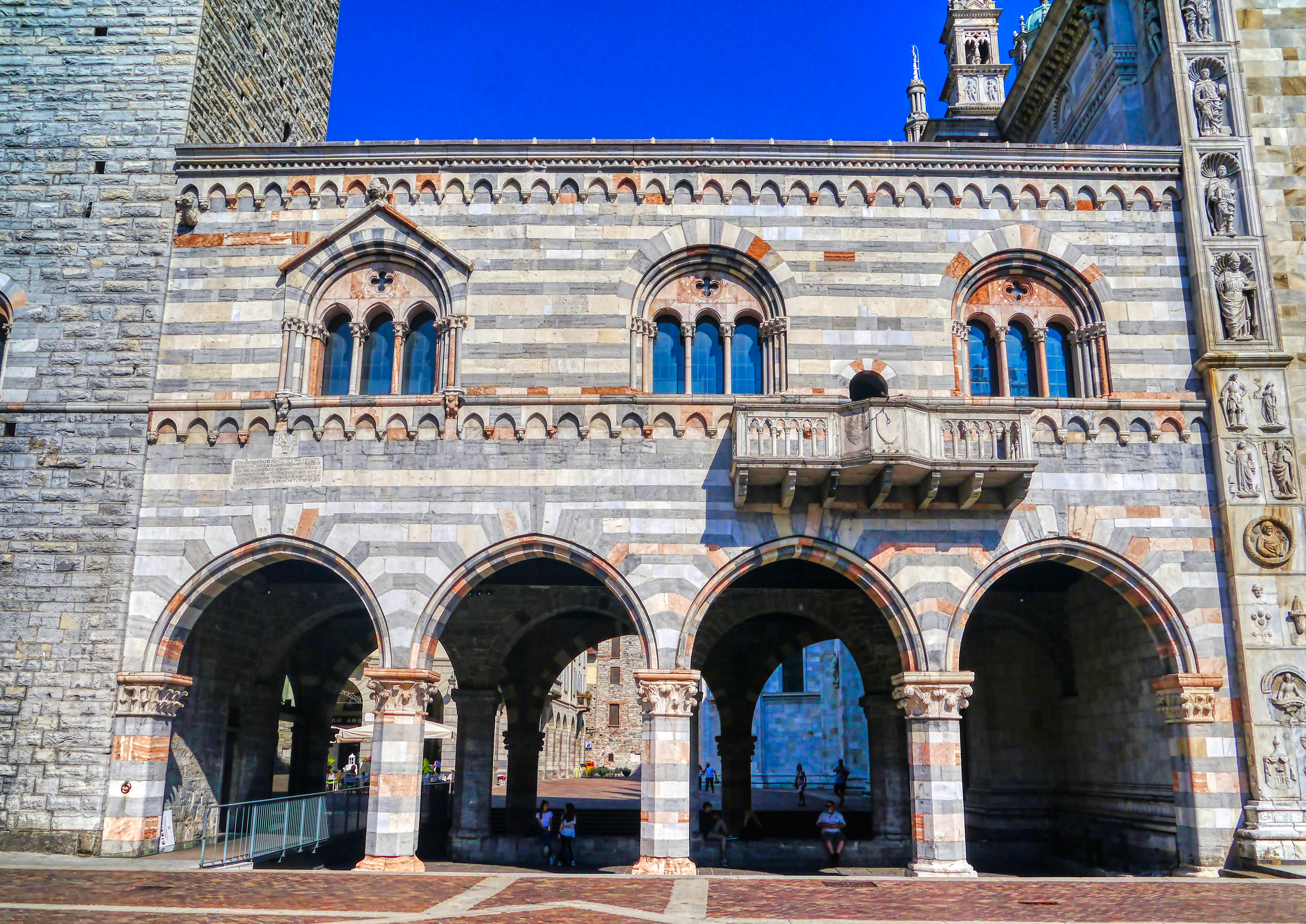
Facciata sud-ovest del Broletto

Le facciate si presentano a fasce di marmo lombardo in tre colorazioni differenti: bianco, grigio e rosso, mentre la torre civica è stata costruita adottando la tecnica del bugnato. Delle tre finestrone a trifore che ornano la facciata sud-occidentale, solo la finestra più prossima alla torre civica è protetta dalle falde di uno spiovente: prima della realizzazione della parlera (XV secolo), gli annunci pubblici venivano proclamati da quest'ultima finestra. Tra le quattro finestrone della facciata nord-orientale, la seconda da settentrione si differenzia dalle altre nella decorazione delle colonnine centrali. 

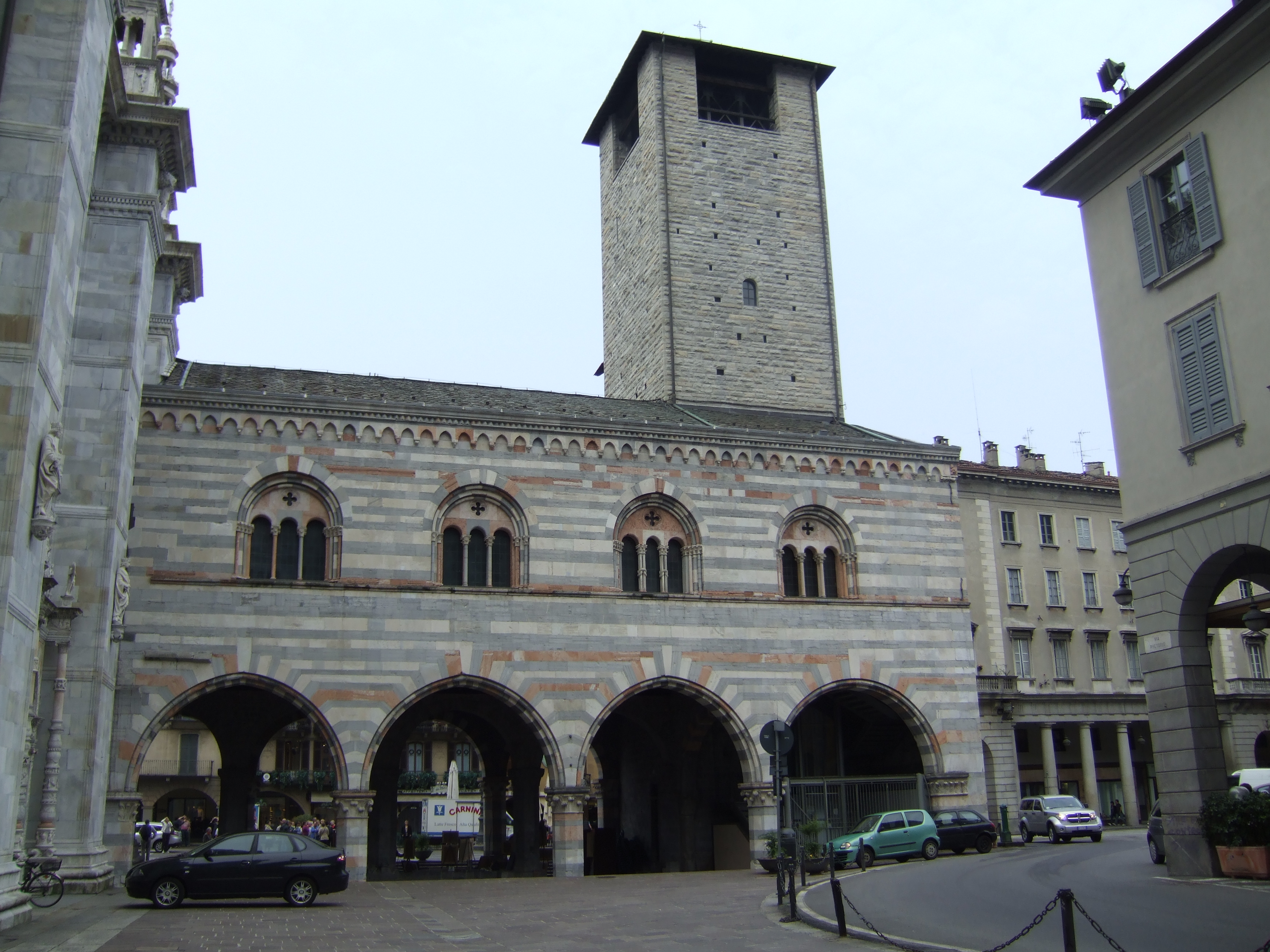
Facciata nord-est del Broletto

A partire dal XV secolo, l'avanzamento della costruzione del Duomo richiese la demolizione della porzione sud del Broletto, dapprima con il taglio della parte sorretta dai due archi più meridionali (1477) e, successivamente, con la chiusura di un portico sullo stesso lato (1514). La demolizione interessò anche l'originaria scala di accesso al piano superiore, il basamento della quale è tuttora visibile nel sottoportico, vicino alla parete della cattedrale. Venne inoltre modificato il livello della piazza, che fu alzato, come è possibile constatare ancora oggi osservando il basamento dei pilastri sotto il portico.
Nei secoli successivi, i lavori del Duomo richiesero anche un progressivo abbattimento del Pretorio, demolito dapprima in modo parziale per far spazio alla costruzione della cappella settentrionale (1645) e poi in maniera completa per consentire la posa del rivestimento marmoreo del lato nord della Cattedrale (1882).

### Da sede istituzionale a luogo di spettacoli

La torre campanaria, il Broletto e il Duomo prima del 1899

Una volta persa la sua funzione civica, nel corso del XVIII secolo gli spazi interni del Broletto vennero adibiti a sede di spettacoli teatrali.
Una primitiva sala teatrale è documentata a partire dal 1712, quando il salone dell'edificio ospitava una struttura in legno che fungeva da palco per rappresentazioni sceniche rivolte ai ceti meno abbienti della cittadinanza.
A partire dal 1763, nello stesso salone del Broletto si costruì un teatro più elaborato, rivolto agli strati più elevati della società. I lavori, portati avanti secondo un progetto commissionato all'arognese Innocenzo Colomba, comportarono un innalzamento dell'altezza dell'edificio, con l'aggiunta di un piano superiore aperto da tre finestre a forma di mezzaluna. Inaugurato nella stagione 1764-1765, il nuovo teatro disponeva di 156 palchi, disposti su tre livelli.

### Dalla chiusura del teatro a oggi
Gli spettacoli andarono avanti fino al 1808, quando la società che gestiva il Teatro del Broletto accolse una proposta, da parte del prefetto di Como, di costruire un nuovo edificio teatrale nell'area demaniale che ospitava le rovine del Castello della Torre Rotonda. Liberato dalle strutture legate al teatro (1809), il salone del Broletto fu adibito ad archivio notarile del Dipartimento di Como. 

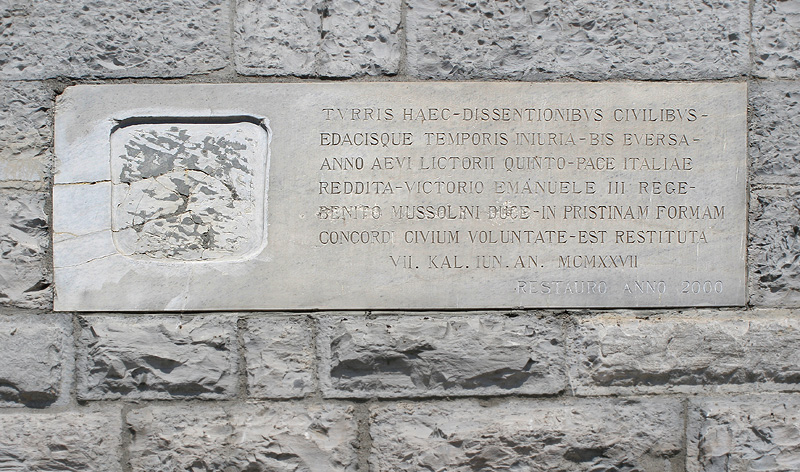
Lapide a ricordo dei restauri dell'anno 1927

I secoli XIX e XX videro poi la realizzazione di alcune opere di rifacimento e restauro. In questo contesto, particolarmente rilevanti furono gli interventi avviati negli anni 1899 e 1972, quando le scale di accesso agli spazi interni dell'edificio vennero risistemate e il pavimento del sottoportico fu riportato al livello in cui si trovava prima dell'innalzamento della piazza. Durante i lavori del 1899, intrapresi in occasione delle celebrazioni voltiane, venne inoltre demolito il piano superiore che era stato aggiunto per far posto al teatro.
Attualmente il Broletto viene utilizzato come aula congressi, e per mostre d'arte e solennità cittadine. Dal 2015 all'agosto 2018, la porzione del sottoportico in corrispondenza dell'arcata più settentrionale ospitò un punto informazioni turistiche della città di Como.